# Hoher Seeblaskogel
De Hohe Seeblaskogel is een 3235 meter hoge berg in het westelijke deel van de Stubaier Alpen in het Oostenrijkse Tirol.
De top kan zowel uit de Winnebachseehütte als uit het Westfalenhaus worden beklommen. De makkelijkste route vanaf deze hutten loopt vanuit het zuiden over de gletsjer Grüne-Tatzen-Ferner over de oostelijke kam van de berg.